# Hyphydrus prinzi
Hyphydrus prinzi là một loài bọ cánh cứng trong họ Bọ nước. Loài này được Wewalka & Biström miêu tả khoa học năm 1989.